# The Lucky One (film 1917)
The Lucky One è un cortometraggio muto del 1917 prodotto dalla Essanay di Chicago. Il nome del regista non viene riportato nei credit del film che aveva come interpreti Ruth Hennessey e Billy Jacobs.

## Trama
Per un anello perduto viene offerto un premio di cinquecento dollari a chi riuscirà a trovarlo. La ricca ricompensa scatena la ricerca e un imbroglione coglie l'occasione che gli si offre. Lascia cadere vicino a ognuno dei partecipanti alla caccia il suo anello e, fingendo di non sapere nulla della ricompensa, vende agli sprovveduti gli anelli falsi per un importo elevato. Ne scambia anche uno per un cavallo. Cerca anche di circuire una ragazza, approfittando del fatto che è senza il fidanzato. Ma il suo innamorato troverà il vero anello, smascherando quindi l'imbroglione che verrà scacciato dalla città.

## Produzione
Il film fu prodotto dalla Essanay Film Manufacturing Company.

## Distribuzione
Distribuito negli Stati Uniti dalla General Film Company, il film - un cortometraggio di 150 metri - uscì nelle sale cinematografiche il 6 giugno 1917. Nelle proiezioni, veniva programmato con il sistema dello split reel, accorpato in un'unica bobina con un altro cortometraggio prodotto dall'Essanay, il documentario In the Beef and Butter Country.